# Shi Jingnan
Shi Jingnan (xinès simplificat: 石竟男, pinyin: Shí jìng nán; Heilongjiang, 7 d'abril de 1994) és un patinador sobre gel xinès. Va participar en els Jocs Olímpics d'Hivern de 2014, quedant desqualificat als preliminars de 1.500 metres masculins, i sent medallista a la cursa de relleus de 5.000 metres masculins.